# Francofonte
Francofonte is een gemeente in de Italiaanse provincie Syracuse (regio Sicilië) en telt 12.684 inwoners (31-12-2004). De oppervlakte bedraagt 74,0 km², de bevolkingsdichtheid is 171 inwoners per km².

## Demografie
Francofonte telt ongeveer 4886 huishoudens. Het aantal inwoners daalde in de periode 1991-2001 met 12,6% volgens cijfers uit de tienjaarlijkse volkstellingen van ISTAT.
| Jaar | Inwoneraantal |
| ---- | ------------- |
| 1991 | 14.815        |
| 2001 | 12.949        |

## Geografie
De gemeente ligt op ongeveer 281 m boven zeeniveau.
Francofonte grenst aan de volgende gemeenten: Buccheri, Carlentini, Lentini, Militello in Val di Catania (CT), Vizzini (CT).

## Geboren
- Sebastiano Scirè Risichella (1890-1981), militair en oorlogsheld
- Gaetano Zingali (1894-1975), advocaat, hoogleraar rechtsgeleerdheid en fascistisch politicus